# Lanhsia bucca
Lanhsia bucca là một loài bọ cánh cứng trong họ Tenebrionidae. Loài này được T. Shibata miêu tả khoa học năm 1980.